# Saison 2 de Tracker
Chronologie
Saison 1
Cet article présente la deuxième saison de la série télévisée américaine Tracker.

## Synopsis
Colter Shaw, survivaliste et traqueur qualifié, gagne sa vie en aidant les forces de l'ordre et les citoyens à retrouver des personnes disparues en échange d'une récompense.

## Distribution

### Acteurs principaux
- Justin Hartley (VF : Marc Arnaud) : Colter Shaw
- Abby McEnany (en) (VF : Ariane Deviègue) : Velma Bruin (18 épisodes)
- Eric Graise (VF : Alexandre Nguyen) : Bobby Exley (14 épisodes)
- Fiona Rene (VF : Ingrid Donnadieu) : Reenie Greene (16 épisodes)

### Acteurs récurrents
- Floriana Lima (VF : Véronique Desmadryl) : Camille Picket (épisodes 1, 8 et 9)
- Brent Sexton (VF : Jean-François Aupied) : Keaton (épisodes 6, 8 et 9)
- Sofia Pernas (VF : Marie Chevalot) : Billie Matalon (épisodes 3 et 15)
- Chris De'Sean Lee (VF : Diouc Koma) : Randy (épisodes 10 à 20)
- Michael Rady : Elliott Rusch (épisodes 4, 11 et 19)
- Ryan Dorsey (VF : Jean Rieffel) : Frank Whales (épisodes 1 et 9)
- Pej Vahdat : Leonard Sharf (épisodes 14, 16 et 19)[2]

### Invités
- Jensen Ackles (VF : Fabrice Josso) : Russell Shaw (épisode 2)
- Melissa Roxburgh (VF : Elsa Davoine) : Dory Shaw (épisode 19)
- Wendy Crewson (VF : Véronique Augereau) : Mary Dove Shaw (épisode 20)
- Diana Maria Riva : Détective Helen Brock (épisode 15)

## Liste des épisodes
1. Rattrapés par le passé
2. À la frontière du réel
3. L'élixir des champions
4. Ce qui se passe à Napa, reste à Napa
5. Le secret de la guérisseuse
6. Traque dans les bois
7. Le meilleur ami de l'homme
8. Disparition programmée
9. Sur la piste du "Professeur"
10. Une protection inattendue
11. La femme d'affaires
12. Chasse au monstre
13. Nom de code Neptune
14. Le rituel de l'Infini
15. Seule contre toutes
16. Prisonniers du froid
17. Nuit de folie
18. Collision
19. Les Règles du Jeu
20. Echo Ridge

### Épisode 1:Rattrapés par le passé
- États-Unis : 13 octobre 2024 sur CBS
- France : 15 janvier 2025 sur Disney+

- États-Unis : 8.31 millions de téléspectateurs[3]

- Matt Long : US Marshal Jeremy Boyd
- Enuka Okuma : US Marshal Jenny Martinez
- Lindy Booth : Connie King
- Matthew MacDonald-Bain : Ted King
- Benjamin Holmes : Brett King
- Aliyah Brooks : Amy King
- Erik Gow : Craig King
- Christian Echegoyen : Shérif adjoint

### Épisode 2:À la frontière du réel
- États-Unis : 20 octobre 2024 sur CBS
- France : 22 janvier 2025 sur Disney+

- États-Unis : 7.46 millions de téléspectateurs[4]

- Steven Culp : Scott Palmer
- Matt Passmore : Agent du gouvernement
- April Parker Jones : Dr. Iris Blair
- Brooke Nevin : Patti Palmer
- Jason McKinnon : Avocat
- Scott Pocha : Militaire
- Charles Jarman : Conducteur du van

### Épisode 3:L'élixir des champions
- États-Unis : 27 octobre 2024 sur CBS
- France : 29 janvier 2025 sur Disney+

- États-Unis : 8.49 millions de téléspectateurs[5]

- Patrick Fabian : Shane Niall
- Khalilah Joi : Détective Penny Bullard
- Tyler Lawrence Gray : Eric Dobbs
- Aaron Pearl : Henry Benson
- Samantha Coughlan : Martha Dobbs
- Dreyden Free : Hunter
- Michasha Armstrong : Coach Marty Perez
- Jason Schombing : Roger
- Sari Mercer : Femme du bar
- Aisling Goodman : Ashley Wallace
- Aaron Grain : Membre de The Washboard Union
- Chris Dunscombe : Membre de The Washboard Union
- David Roberts : Membre de The Washboard Union

### Épisode 4:Ce qui se passe à Napa, reste à Napa
- États-Unis : 3 novembre 2024 sur CBS
- France : 5 février 2025 sur Disney+

- États-Unis : 8.21 millions de téléspectateurs[6]

- Roshawn Franklin : Peter Reynolds
- Gloria Garayua : Rona
- Neil Jackson : William Locke
- Michael Rady : Elliott Stern
- Rob Mayes : Jesse Pardue
- Jessica Sutton : Quinn Ridgely
- Sophia Lauchlin Hirt : Gray Ridgely
- Tim Howe : Haddock
- Eddie Canelea : Garde

### Épisode 5:Le secret de la guérisseuse
- États-Unis : 10 novembre 2024 sur CBS
- France : 12 février 2025 sur Disney+

- États-Unis : 8.41 millions de téléspectateurs[7]

- Alison Thornton : Emmaline Trace
- Connor Price : Jasper Trace
- Travis Hammer : Axel Drell
- Steve Bacic : Gideon
- Cameron Fuller : Travis McCannis
- Shae-Lynn Pearson : Barbara
- Jacki Gunn : Tess
- Scott McNeil : Jim Wheeler
- Graham K. Miles : Ethan
- Jonathan Hawley Purvis : Tally
- Matthew Mandzij : Ambulancier
- Grayson Wells : Garde de la grange
- Roy Campsall : Roy, le vieil homme malade

### Épisode 6:Traque dans les bois
- États-Unis : 17 novembre 2024 sur CBS
- France : 19 février 2025 sur Disney+

- États-Unis : 8.38 millions de téléspectateurs[8]

- Holly Curran : Monika Lewis
- Jean-Luc Bilodeau : Jason Lewis
- Andres Velez : James Cooper
- Amanda Wong : Lauren Wright
- Dejan Loyola : Sam Gibson
- Haig Sutherland : Wilson
- Melanie Merkosky : Natalie Perry
- Chris Wood : Détective Evans

### Épisode 7:Le meilleur ami de l'homme
- États-Unis : 24 novembre 2024 sur CBS
- France : 26 février 2025 sur Disney+

- États-Unis : 3.39 millions de téléspectateurs[9]

- Seamus Dever : Max Miller
- Dylan Bruce : Nate Riggins
- Natasha Burnett : Grace Westin
- Aiden Stoxx : Aiden Westin
- Andrea Scozzafava : Chelsea Miller
- Seth Ranaweera : Capitaine Eli Fancher
- Ian Butcher : David Lawson
- Arpad Balogh : Détective Read Anderson
- Levi Wall : Caissier

### Épisode 8:Disparition programmée
- États-Unis : 1er décembre 2024 sur CBS
- France : 5 mars 2025 sur Disney+

- États-Unis : 7.93 millions de téléspectateurs[10]

- Freda Foh Shen : Barbie Lee
- Jolie Jenkins : Détective Goodman
- Johnny Rey Diaz : Alex Silva
- Morgan Taylor Campbell : Alicia Jones
- Michael Taylor : Lucas Jones
- Ted Cole : Tim Crosby
- Simon Leung : Phillip Lee
- Gigi Neil : Passante
- Linda Watters : La mère d'Alicia
- Angelica Stirpe : Agent du FBI

### Épisode 9:Sur la piste du "Professeur"
- États-Unis : 16 février 2025 sur CBS
- France : 28 mai 2025 sur Disney+

- États-Unis : 6.48 millions de téléspectateurs[11]

- Nicholas Lea : Noah Darview
- Lina Lecompte : Gina Picket
- Steve Makaj : Shérif Yates
- Sandy Minh Abley : Sally Anne
- Mel Tuck : Patrick Campbell
- Jody Thompson : Kayla Darview
- Erika Bruci : Hannah Olson
- Hudson Williams : Brandon Stokes
- William Carson : Disciple #1
- Adam Gillese : Disciple #2

### Épisode 10:Une protection inattendue
- États-Unis : 23 février 2025 sur CBS
- France : 4 juin 2025 sur Disney+

- États-Unis : 8.24 millions de téléspectateurs[12]

- Jim Parrack : Ben Kinderson
- Jacqueline Obradors : Shérif Walcott
- Aaron Stanford : Ricky
- Nick Gomez : Kropper
- Sydney Scotia : Angie Hansley
- John Posey : Vic
- Deborah Strang : Ava Kinderson
- Robel Zere : Député John Paul Nash
- Shalyn Ferdinand : Ramona
- Barry Nerling : Darrell
- Gord Pankhurst : Daimon
- Cory Hawkes : Denise

### Épisode 11:La femme d'affaires
- États-Unis : 2 mars 2025 sur CBS
- France : 11 juin 2025 sur Disney+

- États-Unis : 7.07 millions de téléspectateurs[12]

- Amy Pietz : Ivy Hale
- J.J. Soria : Vargas
- Richard de Klerk : Pete
- Reilly Dolman : Casey Hale
- Al Sapienza : Rick Lindo
- Alex Sgambati : Janice
- Rhianna Jagpal : Lucy Anderhausen
- Derek Anderson : Matt Hale
- Christly Charles : Hotel Clerk
- Anton Koval : Kidnappeur
- Valeriia Polishchuk : Kidnappeuse

### Épisode 12:Chasse au monstre
- États-Unis : 9 mars 2025 sur CBS
- France : 18 juin 2025 sur Disney+

- États-Unis : 7.86 millions de téléspectateurs[13]

- Mariana Klaveno : Alice Baer
- Jonathan Whitesell : Paul James Hamilton
- Beverley Elliott : Judith Baer
- Claude Duhamel : Ron
- William Kosovic : Miles Baer
- Hamza Fouad : Détective Alden
- Brenna Llewellyn : Beth

### Épisode 13:Nom de code Neptune
- États-Unis : 16 mars 2025 sur CBS
- France : 25 juin 2025 sur Disney+

- États-Unis : 8.51 millions de téléspectateurs[14]

- Alvina August : Clare
- Oliver Rice : Logan
- Gabrielle Rose : Eileen Turner
- Brahm Taylor : Nettoyeur #1
- Michael Adamthwaite : Nettoyeur #2
- Jason Beaudoin : Chad Fist
- Carri Toivanen : la vendeuse
- Joel Eskildsen : le serveur de l'hôtel
- Sabrina Miniaci : la petite amie de Chad

### Épisode 14:Le rituel de l'Infini
- États-Unis : 23 mars 2025 sur CBS
- France : 2 juillet 2025 sur Disney+

- États-Unis : 7.80 millions de téléspectateurs[14]

- Karl Makinen : Hugo Bowman
- Marci T. House : Détective Jeanie Veach
- Dohn Norwood (en) : Deon Crawford
- Humuza Bazira : Anton Crawford
- Wonser De-Gbon : Sherry Cheval
- Nolen Dubuc : Cal Kennison
- Tara Wilson : Jessica
- Liz Cole : Liz Cole

### Épisode 15:Seule contre toutes
- États-Unis : 30 mars 2025 sur CBS
- France : 9 juillet 2025 sur Disney+

- États-Unis : 8.44 millions de téléspectateurs[14]

- Carlena Britch : Rachel Sherwood
- Nikki Crawford : Miggy
- Laura Patalano : Maria « Mamma Roach » Barata
- Camille Hollett-French : Justine Campos
- Rhona Rees : Marge
- Gwenda Lorenzetti : Cassandra
- Christina Arcand : Hollander
- Victoria Froese : la gardienne de prison

### Épisode 16:Prisonniers du froid
- États-Unis : 13 avril 2025 sur CBS
- France : 16 juillet 2025 sur Disney+

- États-Unis : 8.23 millions de téléspectateurs[15]

- Diego Klattenhoff : Roger McLaren
- Ariana Guerra : Amelia
- Sean Bridgers : le père Ammon
- Sean Depner : Dash
- Jedidiah Goodacre : Rufus
- Madison Lawlor : Brianna
- Lexi Simonsen : Shelly
- Kaylah Zander : Francie

### Épisode 17:Nuit de folie
- États-Unis : 20 avril 2025 sur CBS
- France : 23 juillet 2025 sur Disney+

- États-Unis : 7.63 millions de téléspectateurs[16]

- Khamisa Wilsher : Megan
- Ivana Rojas : Sonia
- Owain Yeoman : Nicholas Bronwen
- Max Deacon : Peter Bronwen
- John Lacy : le vendeur d'armes
- April Telek : Magic Marlene
- Ryan Alexander McDonald : Terry
- Garrett Quirk : Bert
- Brock Morgan : Troy Buford
- Austin Trapp : le danceur
- Tom Europe (en) : le garde #1
- Leo Chiang : le garde #2

### Épisode 18:Collision
- États-Unis : 27 avril 2025 sur CBS

- États-Unis : 7.67 millions de téléspectateurs[17]

- Annalisa Cochrane : Riley Adams
- Reagan Pasternak : Susanna Adams
- Mercedes de la Zerda : l'inspectrice Katie Douglas
- Christopher Russell : Vincent Rourke
- Summer Lynn Gillespie : Cheryl Davies
- Hayley McFarland : Monica Harper
- Tom Stevens : Tyler Harper
- Chris Pereira : Todd
- Sam Krochmal : le valet
- Guy Fauchon : le manager
- Jacob Insley : l'adjoint Talbut

### Épisode 19:Les Règles du Jeu
- États-Unis : 4 mai 2025 sur CBS
- France : 6 août 2025 sur Disney+

- États-Unis : 8.22 millions de téléspectateurs[18]

- Kaylah Zander : Francie
- Patrick Currie : Sheldon Grimes
- Mark Sweatman : Jimmy Pyke
- Tahmoh Penikett : Agent Moss du FBI
- Simon Chin : le kidnappeur

### Épisode 20:Echo Ridge
- États-Unis : 11 mai 2025 sur CBS
- France : 13 août 2025 sur Disney+

- États-Unis : 8.27 millions de téléspectateurs[19]

- Drew Powell : Joe Marsh
- Alex Fernandez : Otto Waldron
- Bonita Friedericy : Angela Weaver
- Brian Keane : Bill Weaver
- Shane Leydon : Carl Murphy
- Artine Tony Browne : Ronnie Yates
- Diego Stredel : Pedro
- Duncan Ollerenshaw : Shérif Pickens
- Kingston Goodjohn : Chris McCain
- Andrew Blanco : Fitzgerald
- Jack Kingsley : Carter
- Roman Kinsella : Ari
- Denzel Onaba : Paul
- Mike Kovac : l'homme de main barbu
- Richard Meen : l'homme de main chauve